# Тимошенко, Афанасий Иванович
Афанасий Иванович Тимошенко (1 мая 1913 — 3 марта 1945) — заместитель командира 106-го гвардейского истребительного авиационного полка (11-й гвардейской истребительной авиационной дивизии, 2-го гвардейского штурмового авиационного корпуса, 2-й воздушной армии, 1-го Украинского фронта), гвардии майор. Герой Советского Союза.

## Биография
Родился 1 мая 1913 года в селе Лубошево, ныне Железногорского района Курской области. Член ВКП(б) с 1939 года. Окончил среднюю школу. Работал столяром.
В 1933 году призван в ряды Красной Армии. В 1936 году окончил Роганскую военно-авиационную школу пилотов. В боях Великой Отечественной войны с декабря 1942 года. Воевал на 1-м Украинском фронте.
За период с декабря 1942 года по март 1945 года заместитель командира 106-го гвардейского истребительного авиационного полка гвардии майор А. И. Тимошенко совершил 250 боевых вылетов, в 67 воздушных боях сбил тринадцать самолётов противника.
3 марта 1945 года лётчик гвардии майор Афанасий Иванович Тимошенко при выполнении служебных обязанностей во время руководства полётами на аэродроме Шпроттау, был зарублен винтом самолёта Ил-2 . Похоронен в городе Львов на холме Славы.
Указом Президиума Верховного Совета СССР от 27 июня 1945 года за мужество и героизм, проявленные в воздушных боях с немецко-вражескими захватчиками, гвардии майору Афанасию Ивановичу Тимошенко посмертно присвоено звание Героя Советского Союза.

## Награды
Награждён орденом Ленина, двумя орденами Красного Знамени, орденами Отечественной войны 1-й степени, Красной Звезды, медалями.